# Сальян (село)
Сальян — село в Сулейман-Стальском районе Дагестана. Входит в состав сельского поселения сельсовет Испикский.

## География
Расположено в 6 км к юго-востоку от райцентра села Касумкент.

## Население
| 1895 | 1926 | 1939 | 1970 | 1989 | 2002 | 2010 |
| ---- | ---- | ---- | ---- | ---- | ---- | ---- |
| 165  | ↗192 | ↗238 | ↘187 | ↘53  | ↗101 | ↘95  |
| 2021 |      |      |      |      |      |      |
| ↘44  |      |      |      |      |      |      |